# Ruda Kochłowice
Ruda Kochłowice – stacja kolejowa w Rudzie Śląskiej, w województwie śląskim, w Polsce.
Stacja w przeszłości obsługiwała kursy pasażerskie. Budynek dworca powstał przed 1913 rokiem, prawdopodobnie około 1904 roku. Obok niego znajduje się wieża ciśnień.